# Селиминово
Селиминово (болг. Селиминово) — село в Болгарии. Находится в Сливенской области, входит в общину Сливен. Население составляет 1773 человека (2022).

## Политическая ситуация
В местном кметстве Селиминово, в состав которого входит Селиминово, должность кмета (старосты) исполняет Тодор Данчев Тодоров (ПОЛИТИЧЕСКИ КЛУБ "ТРАКИЯ" ) по результатам выборов правления кметства.
Кмет (мэр) общины Сливен — Йордан Лечков Янков (Граждане за европейское развитие Болгарии (ГЕРБ)) по результатам выборов в правление общины.